# Villalba de Guardo
Villalba de Guardo is een gemeente in de Spaanse provincie Palencia in de regio Castilië en León met een oppervlakte van 33,85 km². Villalba de Guardo telt 198 inwoners (1 januari 2016).

## Demografische ontwikkeling
Bron: INE, 1857-2011: volkstellingen